# Тургенево (Приморский край)
Турге́нево — село в Лесозаводском городском округе Приморского края России.

## География
Село находится на берегу реки Ружинка, на расстоянии 16 км (по прямой) к востоку от города Лесозаводск, административного центра округа.
Дорога к селу Тургенево идёт на восток от автотрассы «Уссури», перекрёсток находится на расстоянии 0,5 км к югу от села Ружино.

## История
Село основано в 1902 году, названо в честь писателя Ивана Сергеевича Тургенева (1818—1883).

## Население
| 1915 | 2002 | 2007 | 2010 |
| ---- | ---- | ---- | ---- |
| 443  | ↘184 | ↘129 | ↘110 |

## Улицы
- ул. Комсомольская,
- ул. Октябрьская,
- ул. Родниковая.

## Экономика
Жители занимаются сельским хозяйством.